# بورتو نوفو (الرأس الأخضر)
بورتو نوفو  هي مقاطعة في الرأس الأخضر، بلغ عدد سكانها 18,028  نسمة وذلك حسب إحصائيات سنة 2010، عاصمتها بورتو نوفو ‏.

## الموقع
تشترك في الحدود مع:
- ريبيرا غراندي  [لغات أخرى]‏
- بول (الرأس الأخضر).